# 1986 en jeu
Chronologie du jeu
- 1982
- 1983
- 1984
- 1985
- 1986
- 1987
- 1988
- 1989
- 1990

Cet article présente les faits marquants de l'année 1986 concernant le jeu.

## Évènements

### Compétitions
- 16 février : le Français Laurent Taillandier remporte le IIe Championnat de France de Diplomatie à Paris devant le Canadien Terry Moore et le Français Bruno de Scoraille[1].
- 8 octobre : à Leningrad, le Soviétique Garry Kasparov remporte le championnat du monde d’échecs face au Soviétique Anatoli Karpov et conserve ainsi son statut de champion de monde.
- 11 octobre : le Japonais Hideshi Tamenori remporte le Xe championnat du monde d’Othello à Tokyo.

## Sorties
- GURPS (Generic Universal RolePlaying System), Steve Jackson Games
- MechWarrior, Richard K. Meyer et coll., FASA Corporation
- Robotech, Kevin Siembieda, Palladium Books